# Final do Grand Prix de Patinação Artística no Gelo de 2013–14
A Final do Grand Prix de Patinação Artística no Gelo de 2013–14 foi a décima nona edição da competição, um evento anual de patinação artística no gelo organizado pela União Internacional de Patinação (em inglês:  International Skating Union), e o evento final do Grand Prix de 2013–14. Os patinadores se qualificaram para essa competição através de outras seis competições: Trophée Éric Bompard, NHK Trophy, Rostelecom Cup, Cup of China, Skate America e Skate Canada International. O evento júnior é disputado ao mesmo tempo do sênior. A competição foi disputada entre os dias 5 de dezembro e 8 de dezembro de 2013, na cidade de Fukuoka, Japão.

## Eventos
- Individual masculino
- Individual feminino
- Duplas
- Dança no gelo

## Medalhistas
| Evento                        | Ouro                                         | Prata                                             | Bronze                                               |
| Sênior                        |                                              |                                                   |                                                      |
| Individual masculino detalhes | Yuzuru Hanyu · Japão                         | Patrick Chan · Canadá                             | Nobunari Oda · Japão                                 |
| Individual feminino detalhes  | Mao Asada · Japão                            | Julia Lipnitskaia · Rússia                        | Ashley Wagner · Estados Unidos                       |
| Duplas detalhes               | Aliona Savchenko · Robin Szolkowy · Alemanha | Tatiana Volosozhar · Maxim Trankov · Rússia       | Pang Qing · Tong Jian · China                        |
| Dança no gelo detalhes        | Meryl Davis · Charlie White · Estados Unidos | Tessa Virtue · Scott Moir · Canadá                | Nathalie Péchalat · Fabian Bourzat · França          |
| Júnior                        |                                              |                                                   |                                                      |
| Individual masculino detalhes | Jin Boyang · China                           | Adian Pitkeev · Rússia                            | Nathan Chen · Estados Unidos                         |
| Individual feminino detalhes  | Maria Sotskova · Rússia                      | Serafima Sakhanovich · Rússia                     | Evgenia Medvedeva · Rússia                           |
| Duplas detalhes               | Yu Xiaoyu · Jin Yang · China                 | Maria Vigalova · Egor Zakroev · Rússia            | Lina Fedorova · Maxim Miroshkin · Rússia             |
| Dança no gelo detalhes        | Anna Yanovskaya · Sergey Mozgov · Rússia     | Kaitlin Hawayek · Jean-Luc Baker · Estados Unidos | Lorraine McNamara · Quinn Carpenter · Estados Unidos |

## Classificados
Sênior
|             | Masculino             | Feminino              | Duplas                                      | Dança no gelo                           |
| ----------- | --------------------- | --------------------- | ------------------------------------------- | --------------------------------------- |
| 1           | CAN Patrick Chan      | JPN Mao Asada         | RUS Tatiana Volosozhar / Maxim Trankov      | USA Meryl Davis / Charlie White         |
| 2           | JPN Tatsuki Machida   | RUS Julia Lipnitskaia | GER Aliona Savchenko / Robin Szolkowy       | CAN Tessa Virtue / Scott Moir           |
| 3           | JPN Yuzuru Hanyu      | USA Ashley Wagner     | CHN Pang Qing / Tong Jian                   | RUS Ekaterina Bobrova / Dmitri Soloviev |
| 4           | RUS Maxim Kovtun      | RUS Anna Pogorilaya   | CAN Kirsten Moore-Towers / Dylan Moscovitch | FRA Nathalie Péchalat / Fabian Bourzat  |
| 5           | JPN Daisuke Takahashi | RUS Adelina Sotnikova | CAN Meagan Duhamel / Eric Radford           | CAN Kaitlyn Weaver / Andrew Poje        |
| 6           | CHN Han Yan           | RUS Elena Radionova   | CHN Peng Cheng / Zhang Hao                  | ITA Anna Cappellini / Luca Lanotte      |
| Substitutos |                       |                       |                                             |                                         |
| 1º          | JPN Nobunari Oda      | JPN Akiko Suzuki      | CHN Sui Wenjing / Han Cong                  | RUS Elena Ilinykh / Nikita Katsalapov   |
| 2º          | USA Adam Rippon       | ITA Carolina Kostner  | ITA Stefania Berton / Ondrej Hotarek        | USA Maia Shibutani / Alex Shibutani     |
| 3º          | USA Jason Brown       | USA Gracie Gold       | RUS Vera Bazarova / Yuri Larionov           | USA Madison Chock / Evan Bates          |

Júnior
|             | Masculino            | Feminino                 | Duplas                                            | Dança no gelo                           |
| ----------- | -------------------- | ------------------------ | ------------------------------------------------- | --------------------------------------- |
| 1           | USA Nathan Chen      | RUS Evgenia Medvedeva    | CHN Yu Xiaoyu / Jin Yang                          | RUS Anna Yanovskaya / Sergei Mozgov     |
| 2           | JPN Keiji Tanaka     | USA Polina Edmunds       | RUS Lina Fedorova / Maxim Miroshkin               | USA Kaitlin Hawayek / Jean-Luc Baker    |
| 3           | CHN Jin Boyang       | RUS Alexandra Proklova   | RUS Maria Vigalova / Egor Zakroev                 | USA Lorraine McNamara / Quinn Carpenter |
| 4           | RUS Adian Pitkeev    | USA Karen Chen           | RUS Kamilla Gainetdinova / Ivan Bich              | RUS Betina Popova / Yuri Vlasenko       |
| 5           | RUS Alexander Petrov | RUS Maria Sotskova       | RUS Vasilisa Davankova / Andrei Deputat           | UKR Alexandra Nazarova / Maxim Nikitin  |
| 6           | JPN Ryuju Hino       | RUS Serafima Sakhanovich | RUS Evgenia Tarasova / Vladimir Morozov           | USA Rachel Parsons / Michael Parsons    |
| Substitutos |                      |                          |                                                   |                                         |
| 1º          | RUS Mikhail Kolyada  | USA Angela Wang          | USA Madeline Aaron / Max Settlage                 | CAN Madeline Edwards / Zhao Kai Pang    |
| 2º          | CHN Zhang He         | KAZ Elizabet Turzynbaeva | RUS Arina Cherniavskaia / Antonino Souza-Kordyeru | RUS Alla Loboda / Pavel Drozd           |
| 3º          | JPN Shoma Uno        | JPN Riona Kato           | RUS Oksana Nagalati / Maxim Bobrov                | RUS Daria Morozova / Mikhail Zhirnov    |

## Resultados

### Sênior

#### Individual masculino
| Pos.              | Nome            | Nacionalidade | Pontos | PC        | PL         |
| ----------------- | --------------- | ------------- | ------ | --------- | ---------- |
| Medalha de ouro   | Yuzuru Hanyu    | Japão         | 293.25 | 99.84 (1) | 193.41 (1) |
| Medalha de prata  | Patrick Chan    | Canadá        | 280.08 | 87.47 (2) | 192.61 (2) |
| Medalha de bronze | Nobunari Oda    | Japão         | 255.96 | 80.94 (3) | 175.02 (3) |
| 4                 | Tatsuki Machida | Japão         | 236.03 | 65.66 (6) | 170.37 (4) |
| 5                 | Maxim Kovtun    | Rússia        | 233.24 | 68.92 (5) | 164.32 (5) |
| 6                 | Yan Han         | China         | 232.55 | 77.75 (4) | 154.80 (6) |

#### Individual feminino
| Pos.              | Nome              | Nacionalidade  | Pontos | PC        | PL         |
| ----------------- | ----------------- | -------------- | ------ | --------- | ---------- |
| Medalha de ouro   | Mao Asada         | Japão          | 204.02 | 72.36 (1) | 131.66 (1) |
| Medalha de prata  | Julia Lipnitskaia | Rússia         | 192.07 | 66.62 (4) | 125.45 (2) |
| Medalha de bronze | Ashley Wagner     | Estados Unidos | 187.61 | 68.14 (3) | 119.47 (3) |
| 4                 | Elena Radionova   | Rússia         | 183.02 | 64.38 (5) | 118.64 (4) |
| 5                 | Adelina Sotnikova | Rússia         | 173.30 | 68.38 (2) | 104.92 (6) |
| 6                 | Anna Pogorilaya   | Rússia         | 171.88 | 59.81 (6) | 112.07 (5) |

#### Duplas
| Pos.              | Nome                                    | Nacionalidade | Pontos | PC        | PL         |
| ----------------- | --------------------------------------- | ------------- | ------ | --------- | ---------- |
| Medalha de ouro   | Aliona Savchenko / Robin Szolkowy       | Alemanha      | 227.03 | 79.46 (2) | 147.57 (1) |
| Medalha de prata  | Tatiana Volosozhar / Maxim Trankov      | Rússia        | 223.83 | 82.65 (1) | 141.18 (2) |
| Medalha de bronze | Pang Qing / Tong Jian                   | China         | 213.98 | 75.40 (3) | 138.58 (3) |
| 4                 | Peng Cheng / Zhang Hao                  | China         | 197.37 | 68.87 (5) | 128.50 (4) |
| 5                 | Meagan Duhamel / Eric Radford           | Canadá        | 193.38 | 73.07 (4) | 120.31 (6) |
| 6                 | Kirsten Moore-Towers / Dylan Moscovitch | Canadá        | 189.11 | 68.77 (6) | 120.34 (5) |

#### Dança no gelo
| Pos.              | Nome                                | Nacionalidade  | Pontos | PC        | PL         |
| ----------------- | ----------------------------------- | -------------- | ------ | --------- | ---------- |
| Medalha de ouro   | Meryl Davis / Charlie White         | Estados Unidos | 191.35 | 77.66 (1) | 113.69 (1) |
| Medalha de prata  | Tessa Virtue / Scott Moir           | Canadá         | 190.00 | 77.59 (2) | 112.41 (2) |
| Medalha de bronze | Nathalie Péchalat / Fabian Bourzat  | França         | 169.11 | 66.63 (5) | 102.48 (3) |
| 4                 | Ekaterina Bobrova / Dmitri Soloviev | Rússia         | 166.72 | 68.90 (3) | 97.82 (4)  |
| 5                 | Kaitlyn Weaver / Andrew Poje        | Canadá         | 165.04 | 67.68 (4) | 97.36 (5)  |
| 6                 | Anna Cappellini / Luca Lanotte      | Itália         | 156.58 | 61.57 (6) | 95.01 (6)  |

### Júnior

#### Individual masculino júnior
| Pos.              | Nome             | Nacionalidade  | Pontos | PC        | PL         |
| ----------------- | ---------------- | -------------- | ------ | --------- | ---------- |
| Medalha de ouro   | Jin Boyang       | China          | 218.73 | 68.42 (5) | 150.31 (1) |
| Medalha de prata  | Adian Pitkeev    | Rússia         | 216.24 | 72.24 (2) | 144.00 (2) |
| Medalha de bronze | Nathan Chen      | Estados Unidos | 214.61 | 71.52 (3) | 143.09 (3) |
| 4                 | Keiji Tanaka     | Japão          | 205.71 | 73.63 (1) | 132.08 (4) |
| 5                 | Alexander Petrov | Rússia         | 198.63 | 70.92 (4) | 127.71 (5) |
| 6                 | Ryuju Hino       | Japão          | 182.39 | 58.56 (6) | 123.83 (6) |

#### Individual feminino júnior
| Pos.              | Nome                 | Nacionalidade  | Pontos | PC        | PL         |
| ----------------- | -------------------- | -------------- | ------ | --------- | ---------- |
| Medalha de ouro   | Maria Sotskova       | Rússia         | 176.75 | 61.29 (1) | 115.46 (1) |
| Medalha de prata  | Serafima Sakhanovich | Rússia         | 172.86 | 60.56 (2) | 112.30 (3) |
| Medalha de bronze | Evgenia Medvedeva    | Rússia         | 163.68 | 58.75 (3) | 104.93 (5) |
| 4                 | Polina Edmunds       | Estados Unidos | 161.71 | 48.20 (5) | 113.51 (2) |
| 5                 | Alexandra Proklova   | Rússia         | 157.77 | 51.27 (4) | 106.50 (4) |
| 6                 | Angela Wang          | Estados Unidos | 131.58 | 44.69 (6) | 86.89 (6)  |

#### Duplas júnior
| Pos.              | Nome                                | Nacionalidade | Pontos | PC        | PL         |
| ----------------- | ----------------------------------- | ------------- | ------ | --------- | ---------- |
| Medalha de ouro   | Yu Xiaoyu / Jin Yang                | China         | 163.52 | 61.10 (1) | 102.42 (2) |
| Medalha de prata  | Maria Vigalova / Egor Zakroev       | Rússia        | 161.57 | 55.07 (3) | 106.50 (1) |
| Medalha de bronze | Lina Fedorova / Maxim Miroshkin     | Rússia        | 156.55 | 58.58 (2) | 97.97 (3)  |
| 4                 | Evgenia Tarasova / Vladimir Morozov | Rússia        | 152.01 | 54.91 (4) | 97.10 (4)  |
| 5                 | Vasilisa Davankova / Andrei Deputat | Rússia        | 151.02 | 54.82 (5) | 96.20 (5)  |
| 6                 | Kamilla Gainetdinova / Ivan Bich    | Rússia        | 140.65 | 48.40 (6) | 92.25 (6)  |

#### Dança no gelo júnior
| Pos.              | Nome                                | Nacionalidade  | Pontos | PC        | PL        |
| ----------------- | ----------------------------------- | -------------- | ------ | --------- | --------- |
| Medalha de ouro   | Anna Yanovskaya / Sergey Mozgov     | Rússia         | 152.48 | 63.71 (1) | 88.77 (1) |
| Medalha de prata  | Kaitlin Hawayek / Jean-Luc Baker    | Estados Unidos | 139.42 | 58.05 (2) | 81.37 (2) |
| Medalha de bronze | Lorraine McNamara / Quinn Carpenter | Estados Unidos | 135.89 | 55.14 (3) | 80.75 (3) |
| 4                 | Betina Popova / Yuri Vlasenko       | Rússia         | 129.47 | 52.50 (4) | 76.97 (4) |
| 5                 | Alexandra Nazarova / Maxim Nikitin  | Ucrânia        | 123.17 | 51.32 (5) | 71.85 (5) |
| 6                 | Rachel Parsons / Michael Parsons    | Estados Unidos | 116.60 | 46.11 (6) | 70.49 (6) |

## Quadro de medalhas
Geral
| Ordem | País           | Medalha de ouro | Medalha de prata | Medalha de bronze |    | Ordem por total |
| ----- | -------------- | --------------- | ---------------- | ----------------- | -- | --------------- |
| 1     | Rússia         | 2               | 5                | 2                 | 9  | 1               |
| 2     | China          | 2               |                  | 1                 | 3  | 3               |
| 2     | Japão          | 2               |                  | 1                 | 3  | 3               |
| 4     | Estados Unidos | 1               | 1                | 3                 | 5  | 2               |
| 5     | Alemanha       | 1               |                  |                   | 1  | 6               |
| 6     | Canadá         |                 | 2                |                   | 2  | 5               |
| 7     | França         |                 |                  | 1                 | 1  | 6               |
| TOTAL | TOTAL          | 8               | 8                | 8                 | 24 | —               |

Sênior
| Ordem | País           | Medalha de ouro | Medalha de prata | Medalha de bronze |    | Ordem por total |
| ----- | -------------- | --------------- | ---------------- | ----------------- | -- | --------------- |
| 1     | Japão          | 2               |                  | 1                 | 3  | 1               |
| 2     | Estados Unidos | 1               |                  | 1                 | 2  | 2               |
| 3     | Alemanha       | 1               |                  |                   | 1  | 5               |
| 4     | Canadá         |                 | 2                |                   | 2  | 2               |
| 4     | Rússia         |                 | 2                |                   | 2  | 2               |
| 6     | China          |                 |                  | 1                 | 1  | 5               |
| 6     | França         |                 |                  | 1                 | 1  | 5               |
| TOTAL | TOTAL          | 4               | 4                | 4                 | 12 | —               |

Júnior
| Ordem | País           | Medalha de ouro | Medalha de prata | Medalha de bronze |    | Ordem por total |
| ----- | -------------- | --------------- | ---------------- | ----------------- | -- | --------------- |
| 1     | Rússia         | 2               | 3                | 2                 | 7  | 1               |
| 2     | China          | 2               |                  |                   | 2  | 3               |
| 3     | Estados Unidos |                 | 1                | 2                 | 3  | 2               |
| TOTAL | TOTAL          | 4               | 4                | 4                 | 12 | —               |